# 瓦西特省
瓦西特省（阿拉伯语：‎）是伊拉克的一個省，位於該國東部，面积17,153km²，處於首都巴格達和波斯灣之間。底格里斯河流過。首府庫特。1976年前稱為庫特省。